# لقمه‌ماهی خال‌آبی
لقمه‌ماهی خال‌آبی (نام علمی: Neotrygon kuhlii) نام یک گونه از تیره پوماهی است.